# 윤소하
윤소하(尹昭夏, 1961년 9월 10일~)는 대한민국의 정치인이다. 제20대 국회의원을 지냈다.

## 생애
본관은 해남이며, 1961년 전라남도 해남군 옥천면에서 태어났다.
목포대학교 경영학과 재학 중 학내 민주화 투쟁 과정에서 총장실을 점거해 농성하다가 제적됐다.
1985년 목포사회운동청년연합에서 활동하며 학원안정법 제정 반대 시위를 주도한 혐의를 받았고, 집시및폭력행위 등에 관한 법률 위반으로 구속되었다. 1986년 부천성고문 응징과 관련해 투쟁하던 수배자들을 보호하다가 1987년에도 구속됐다.
제18대·19대 총선에서 목포를 지역구로 출마해 낙선하였으나, 2016년 제20대 총선에서 정의당의 비례대표 4번으로 당선되었다. 20대 국회 전반기에 보건복지위원회 위원, 정치발전특별위원회 위원으로 활동하고 있다. '박근혜 정부의 최순실 등 민간인에 의한 국정농단 의혹 사건 진상규명을 위한 국정조사' 특별위원회 위원으로 선임되어 활동했다.

## 학력
- 목포중앙국민학교 졸업
- 목포마리아회중학교 졸업
- 목포고등학교 졸업
- 목포대학교 경영학과 학사

## 경력
- 1987년 민주헌법쟁취국민운동본부 목포시지부 조직부장
- 1988년 목포민주주의청년연합 의장
- 1989년 시내버스요금인하 대책위원회 집행위원장
- 1991년 목포물문제해결을 위한 시민대책위 집행위원장
- 1996년~1997년 목포대학교 총동문회 회장
- 1997년 목포대학교 의과대학 설립 추진위원장
- 2003년~2008년 참여와통일로가는목포시민연대 대표
- 2005년 학교급식조례제정 전남운동본부 공동대표
- 2007년 6.15민족공동행사(평양) 남측대표
- 목포민중연대 상임대표
- 광주전남진보연대 공동대표
- 목포시민연대 대표
- 2012년 학교무상급식운동본부 상임본부장
- 2014년 제6회 전국동시지방선거 정의당 호남선거대책본부 본부장
- 2015년 정의당 전라남도당 위원장
- 2016년 제20대 국회의원 선거 정의당 호남선거대책본부 본부장
- 2016년 4월 13일: 대한민국 제20대 국회의원 선거 당선(비례대표, 정의당, 초선)
- 2016년 5월~2020년 5월 제20대 국회의원(비례대표, 정의당, 초선)
  - 2016년 6월~2018년 5월 제20대 국회 전반기 보건복지위원회 위원
  - 2016년 7월~2017년 7월 제20대 국회 정치발전특별위원회 위원
  - 2016년 11월~2017년 1월 제20대 국회 박근혜 정부의 최순실 등 민간인에 의한 국정농단 의혹 사건 진상규명을 위한 국정조사 특별위원회 위원장
  - 2017년 5월~2018년 5월 제20대 국회 전반기 예산결산특별위원회 위원
  - 2018년 7월~2020년 5월 제20대 국회 후반기 운영위원회 간사
  - 2018년 7월~2020년 5월 제20대 국회 후반기 보건복지위원회 간사
- 2018년 8월~2020년 5월 정의당 원내대표
- 2021년 7월~2025년 1월 한국농어촌공사 감사
- ~2025년 1월 정의당 탈당
- 2025년 1월~ 더불어민주당 입당
- 2025년 2월~2025년 8월 더불어민주당 이재명 당대표 민생특보

## 20대 국회 의정활동

### 입법발의
2016년 6월8일 1호 법안을 발의한 뒤부터 '131개의 의안을 대표발의 했고, 그 중 41건을 통과시켰다. 또한 810건을 공동발의 했다.(2019년 12월 1일 기준)
주요 대표발의 법안으로 어린이병원비 걱정제로법, 누리과정해결법, 학교우레탄금지법, 건강보험 부과체계 개편법, 보건의료인력지원특별법, 세월호참사로희생된기간제교사순직인정촉구결의안 등이 있다.

#### 어린이병원비 걱정제로법
윤소하 의원의 1호 법안. 만 16세 미만 어린이의 입원 진료비 전액을 국가에서 부담하도록 하는 「국민건강보험법」 개정안이다.
2014년 기준 0세~15세 아동 입원진료비, 외래진료비, 약값 총액은 6조 3937억원이다. 이 중 60.7%만 건강보험이 부담한다. 환자와 환자 가족이 부담하는 금액은 법정 본인부담금과 비급여 본인부담금으로 39.3%이다. 이 중 환자와 환자 가족이 부담하는 입원 병원비만 5215억원에 달한다. 건강보험 급여 진료비가 연간 1천만원 이상인 아동이 17424명이고, 1억원 이상인 경우도 1008명이나 된다. 한편 국민건강보험은 2015년 17조원의 누적흑자를 올렸다. 이 누적흑자의 3%만 사용해도 어린이병원비로 고통 받는 가정을 구제할 수 있다.

#### 누리과정해결법
「지방교육재정교부금법」 개정안이다. 누리과정 예산을 안정적으로 확보하기 위해 지방교육재정교부금을 1% 상향, 지방교육재정특별교부금을 1% 하향 조정하는 것이 골자다.
누리과정은 박근혜 대통령의 대선 공약이자 국정과제였다. 하지만 박근혜정부는 점차 국가지원을 없애고 보통교부금으로 전환하여 2015년에는 지방교육재정교부금만으로 부담하도록 했다. 그 결과 각 시-도교육청은 지방채 등을 발행해 예산을 충당하여 현재 시-도교육청 지방채는 14조 5천억원까지 증가하기에 이르렀다. 누리과정해결법을 도입하면 보통교부금 1.8조원, 특별교부금 0.4조원 즉 추가 재원 2.2조원을 마련할 수 있다. 이는 누리과정 총 소요액 4.0조원 중 교육청 소관이 아닌 어린이집 예산 2.1조원을 충당할 수 있는 금액이다. 이 개정안을 통해 누리과정 예산 문제를 일정 정도 해소할 수 있을 것으로 기대된다.

#### 학교우레탄금지법
「학교보건법」 개정안이다.
학교부지, 건물, 체육장에 대한 시설기준, 안전기준을 정하고, 2년에 1회 이상 유해성 검사 및 안전점검을 시행하도록 하는 법안이다.
최근 초중고등학교 및 특수학교 운동장에 설치된 인조잔디와 우레탄 트랙에서 납, 수은, 카드뮴 등 유해물질이 기준치를 초과하여 검출된 사실이 언론을 통해 알려졌다. 학교 시설은 미래세대인 학생들의 교육을 위한 시설로 더욱 철저한 안전관리가 필요하다. 하지만 현행법에는 학교장에게 환경위생과 식품위생에 대한 책임만 명시할 뿐, 교사대지(校舍垈地) 및 체육장에 대한 안전기준 등의 유지 및 관리와 관련한 규정은 따로 정하고 있지 않다. 학생들과 건강권과 학습권을 보호하기 위해 관련 법의 개정이 필요하다.

#### 건강보험 부과체계 개편법
「국민건강보험법」 개정안이다. 불공평한 현행 건강보험료 부과체계를 개편하는 법안이다.
현행 건강보험료 부과체계는 직장가입자와 지역가입자 간 건강보험료 산정방식에 차이를 둔다. 특히 지역가입자의 경우 소득 외에도 자동차와 재산에도 건강보험료가 부과됨은 물론, 가족의 나이와 성별, 가구원수에 따라 또 건강보험료가 차등적으로 부과된다. 그러나 이와는 달리 직장가입자의 경우 임금소득에 따라 건강보험료가 부과되고, 임금소득 외에 종합소득이 연간 7,200만원을 넘지 않으면 건강보험료가 부과되지 않았다. 때문에 일부 고소득층은 이자소득, 배당소득, 임대소득 등 적지 않은 종합소득을 가지고 있음에도 불구하고 건강보험료를 납부하지 않았다. 서민들은 소득에 비해 많은 건강보험료를 부담하고, 일부 고소득층은 소득에 비해 적게 부담하는 셈이다. 이 같은 폐해를 방지하기 위해 건강보험료 부과기준을 소득 기준으로 단일화하고자 하는 것이다.

#### 보건의료인력지원특별법
국민의 건강과 생명을 지키는 보건의료인력에 대한 국가의 책임과 역할을 명확히 하는 특별법안이다.
한국 의료기관의 병상이나 의료장비는 부족하지 않다. 하지만 의료기관에서 근무하는 보건의료인력의 수는 다른 OECD 국가의 1/3~1/2 수준이다. 2016년 7월31일 SBS스페셜은 ‘간호사의 고백’에서 간호사들이 ‘태움’, 폭언, 폭행, 임신순번제에 시달리는 열악한 근무 실태를 드러냈다. 폐쇄적인 직장문화, 확고한 위계질서 등 여러 원인이 있지만 핵심 원인은 인력부족이다. 더 큰 문제는 한국 사회의 급속한 노령화로 인해 의료인력 부족현상이 앞으로 더 심각해질 가능성이 높다는 것이다. 국민의 생명과 환자의 안전이 위협받는 상황을 타개하기 위해 정부의 노력이 필요하다. 「보건의료인력지원 특별법안」은 보건의료인력 양성, 공급에 대한 국가의 책무를 명확히 하고, 보건의료산업 근로자의 고용안정, 인권증진을 도모하는 것이다.

#### 세월호 참사로 희생된 기간제 교사 순직 인정 촉구 결의안
세월호 참사로 희생된 기간제 교사들(김초원, 이지혜 선생님)의 순직이 인정되도록 하는 결의안이다.
세월호 참사 이후 많은 시간이 흘렀지만, 기간제 교사 희생자들은 아직 순직 심사조차 받지 못했다. 정부는 기간제 교사가 공무원이 아니며, 공무원연금법상 대상자도 아니라고 주장한다. 하지만 사법부는 기간제 교사의 성과상여금 소송에서 “기간제 교원도 교육공무원법에서 정한 교육공무원에 해당”하고, “교육공무원에 관하여 적용되는 법령은 기간제 교원에게도 그대로 적용된다고 보아야 한다”고 판결한 바 있다. 기간제 교사가 공무원연금법상 대상자가 아니라는 정부 주장의 근거도 확실하지 않다. 현행 공무원연금법에 따르면 공무원은 ‘상시 공무에 종사하는 자’이다. 기간제 교사는 정규직 교사와 동일하게 전일제로 근무했다. 기간제 교사는 교과수업과 학생 생활지도, 수학여행 지도 등 정규직 교사와 업무도 동일하다. 결국 기간제 교사는 사실상 ‘상시 공무에 종사’한다. 정부만 ‘상시 공무에 종사’하는 자는 정규직을 의미한다고 관행적으로 해석할 뿐이다. 「세월호 참사로 희생된 단원고 기간제 교사의 순직 인정 촉구 결의안」은 두 교사가 죽음 후에도 비정규직 기간제 교사라는 이유로 차별받는 불합리한 관행을 해결하고자 하는 것이다.

## 역대 선거 결과
|  | 5.54% |

|  | 16.29% |

|  | 7.23% |

|  | 11.88% |

## 소속 정당
| 소속 정당 | 소속 정당    | 소속 기간 | 비고      |
| --------- | ------------ | --------- | --------- |
|           | 민주노동당   | 미상~2011 | 정계 입문 |
|           | 통합진보당   | 2011~2012 | 합당      |
|           | 무소속       | 2012      | 탈당      |
|           | 진보정의당   | 2012~2013 | 창당      |
|           | 정의당       | 2013~2024 | 당명 변경 |
|           | 녹색정의당   | 2024      | 당명 변경 |
|           | 정의당       | 2024      | 당명 변경 |
|           | 무소속       | 2024~2025 | 탈당      |
|           | 더불어민주당 | 2025~현재 | 입당      |

## 같이 보기
- 대한민국 제20대 국회의원 선거 정의당 후보 목록#비례대표